# Sinfonia n. 94 (Haydn)
La Sinfonia n. 94 in sol maggiore di Franz Joseph Haydn fu composta per i concerti di Salomon in Londra del 23 marzo 1792; è conosciuta come La sorpresa o Sinfonia della sorpresa (nei paesi anglofoni Surprise) perché nel secondo movimento ha improvvisamente un fortissimo. In Germania è detta "mit dem Paukenschlag".
Il primo movimento è un allegro di sonata con introduzione lenta. L'esposizione ha tre gruppi tematici. Il minuetto è un ballo più rapido. L'ultimo movimento mescola la forma-sonata e la forma del rondò.

## Discografia
- Philharmonia Hungarica, Antal Doráti, Decca 425926-2[1]
- Wiener Philharmoniker, Leonard Bernstein, Deutsche Grammophon
- Berliner Philarmoniker, Herbert von Karajan, 1982 Deutsche Grammophone 410869-2